# 纽约市民事法院
纽约市民事法院（英語：Civil Court of the City of New York）是纽约州法院系统在纽约的民法法庭，主要负责裁决25,000美元以下的损失赔偿相关的案件，另外还有专门的部门处理5,000美元以下小额索赔法庭，例如房东和租客关于租金的纠纷。该法院系统还处理其他由纽约最高法院指定的案件。它处理了大约25%纽约州的法律诉讼。纽约市民事法庭按照行政区划来划分管辖范围，不过理论上它是一个全市单一的法庭。

## 外部連結
- New York City Civil Court （页面存档备份，存于）
- Uniform Civil Rules for the New York City Civil Court （页面存档备份，存于） in the NYCRR
- New York City Courts （页面存档备份，存于）
- New York State Unified Court System （页面存档备份，存于）